# Негропонте, Дмитрий Амвросиевич
Дмитрий Амвросиевич Негропонте (22 апреля 1835, Сирос, Киклады, Греция — 4 января 1909, Райхенталь, Верхняя Австрия, Австро-Венгрия) — таганрогский негоциант, купец 1-й гильдии, владелец пароходства, гласный Таганрогской городской думы.

## Биография
Родился 22 апреля 1835 года, был крещён в церкви Успения святой Девы Марии в городе Эрмуполис острова Сирос.
Торговлей в Таганроге Негропонте начал заниматься в конце 1860-х годов, получив там свидетельство купца 1-й гильдии.
Дмитрий Амвросьевич был женат на дочери коллежского регистратора Елене Николаевне Авьерино (21.05.1845, Таганрог — 6.09.1909, Таганрог).
В эти годы семья Негропонте купила в Таганроге обширный участок земли с различными строениями. Негропонте купил знаменитый дворец Алфераки, самый красивый дворец города. В 1883 году Д. А. Негропонте сдал этот особняк в аренду местному коммерческому собранию для размещения в нём Английского клуба. После смерти купца родственники продали это здание тому же собранию.
У Д. А. Негропонте имелись суда с двигателями, работавшими на паре. Имена его судов — «Негропонте», «Амвросий», «Мариетта».
Являясь крупным торговцем сельскохозяйственными товарами, владельцем пароходства и многочисленных складских помещений, 23 апреля 1878 года Д. А. Негропонте был избран членом Таганрогского комитета торговли и мануфактуры, и состоял в нём вплоть до своей кончины. Примечательно, что по заказу Таганрогского отделения Государственного банка, членом учётного комитета которого он был, Негропонте построил для этого филиала новое здание. Заслуги его перед деловыми кругами города были столь велики, что они обеспечивали за ним место в учётном комитете Государственного банка и во время его тяжелой болезни. Так, в 1908 году он посетил заседания комитета всего лишь три раза.
Одно время входил в состав совета Азовско-Донского коммерческого банка. Однако к 1877 году он потерял интерес к этому учреждению и вышел из состава совета. В период с 1889 по 1893 год купец неоднократно избирался гласным Таганрогской городской думы, долгие годы был членом местного управления Общества Красного креста.

## Семья
В семье Дмитрия и Елены Негропонте родилось семеро детей:
- Амвросий (1867—03.05.1870), умер в младенчестве.
- Николай (28.08.1869, Таганрог — 21.05.1920, Висбаден) — португальский вице-консул.
- Виргиния (26.01.1871, Таганрог — 23.05.1931, Париж) — жена Константина Константиновича Маврокордато (1861—?), мать Константина Маврокордато (1896—1920).
- Мария  (05.05.1876, Таганрог — 31.07.1950, Афины) — жена Августа Родоканаки (1876—1939), мать Жана Димитри Родоканаши (1903—1937).
- Иван  (18.05.1878, Таганрог — 22.11.1934, Эгина) — судовладелец, отец Димитри Негропонте.
- Амвросий (28.02.1881, Таганрог — 13.09.1939, Афины) — испанский вице-консул.
- Гипатия (18.04.1883—16.05.1883), умерла в младенчестве.

Их правнуки:
- Джон Негропонте (род.1939) — американский дипломат, заместитель государственного секретаря США (2007—2009), директор Национальной разведки (2005—2007).
- Николас Негропонте (род.1943) — американский информатик, руководитель программы ООН One Laptop Per Child.